# Bolephthyphantes indexoides
Bolephthyphantes indexoides là một loài nhện trong họ Linyphiidae.
Loài này thuộc chi Bolephthyphantes. Bolephthyphantes indexoides được Andrei V. Tanasevitch miêu tả năm 1989.